# 死戦期呼吸
死戦期呼吸（しせんきこきゅう、agonal respiration）とは、心停止直後の傷病者に見られる、しゃくりあげるような呼吸。現場や救急室では「ギャスピング（gasping）」ということが多い。

## 概要
死戦期呼吸は正常の呼吸とは違い、顎が動いているだけで胸が動いておらず、肺での酸素化ができていない。そのため、呼吸をしていない傷病者と同様に処置する必要がある。しかし、医療関係者以外が見分けることは難しく、呼吸していると判断されてしまうことが多い。

## 種類
下顎呼吸
吸気時に下顎を動かして空気を飲み込むような呼吸であり、顎の動きのみで胸郭はほとんど動かない。
鼻翼呼吸
吸気時に鼻翼が広がり呼気時に鼻翼が縮まる呼吸であり、胸郭がほとんど動かない。
あえぎ呼吸
深い吸息と速い呼息が数回続いた後に無呼吸となる呼吸。

## 処置
呼吸をしていない状態と同じとみなし、なるべく早期の胸骨圧迫（心臓マッサージ）や人工呼吸、AEDによる蘇生を要する。

## 機序
正常循環では、延髄に存在する呼吸中枢による呼吸調節により動脈血は酸素分圧(PO2)90mmHg, 炭酸ガス分圧(PCO2)40mmHgが維持されている。
心停止による循環停止により末梢組織の酸素供給がなくなり、組織代謝による炭酸ガスの産生がなくなることから動脈血のPCO2の低下が見られる。心停止直後から呼吸停止が起こり、時間経過と共に動脈血PO2は低下し、大動脈弓、頚動脈分岐部に存在する末梢性化学受容器が低酸素状態に反応して、延髄の呼吸中枢に最後の呼吸刺激を送る。